# Vierno/'O vascio
Canzoni napoletane moderne: Vierno/'O vascio, pubblicato nel 1966, è un singolo del cantante italiano Mario Trevi.

## Descrizione
Il disco contiene due brani classici (allora considerati moderni in quanto aventi tra i dieci e vent'anni) interpretati da Mario Trevi. 
Una serie di singoli che andranno a formare l'album Canzoni napoletane moderne, del 1966. Una seconda breve antologia sulla canzone classica napoletana.

## Tracce
Lato A
- Vierno (De Gregorio-Acampora)

Lato B
- 'O vascio (Cardarola-E. A. Mario)

## Incisioni
Il singolo fu inciso su 45 giri, con marchio Durium- serie Royal (QCA 1369).
Direzione arrangiamenti: M° Eduardo Alfieri.